# После Люсии
«После Люсии» (исп. Después de Lucía) — мексиканский фильм 2012 года, снятый Мишелем Франко. Фильм стал лауреатом программы «Особый взгляд» на Каннском кинофестивале 2012 года. Помимо этого фильм был выбран в качестве мексиканской заявки на премию «Оскар» за лучший фильм на иностранном языке, но не был номинирован.

## Сюжет
После смерти жены Роберто со своей 15-летней дочерью Алехандрой переезжает из Пуэрто-Вальярты в Мехико. Алехандра идет в новую школу. На одной из вечеринок с новыми школьными друзьями она занимается сексом с приятелем, который записывает процесс. Запись распространяется в школе, после чего над ней начинаются издевательства.

## В ролях
- Тесса Иа — Алехандра
- Эрнан Мендоса — Роберто
- Гонсало Вега — Хосе
- Тамара Ясбек — Тамара
- Франсиско Руэда — Хавьер